# Amykos
Amykos (řecky Ἄμυκος, latinsky Amycus) je v řecké mytologii králem národa Bebryků v Bithýnii.
Byl synem boha moří Poseidóna. Byl proslulý svou silou a bojechtivostí. Každého příchozího zajal a poté vyzval k pěstnímu zápasu, v němž většinou svého soupeře přemohl a zabil. Nebylo tedy divu, že se jeho zemi cizinci vyhýbali.
To se však změnilo, když loď Argonautů s velitelem Iásonem zakotvila u břehů ostrova Bebryků, aby doplnila zásoby na dlouhou cestu do Kolchidy pro zlaté rouno. Král Amykos přijal mořeplavce nevlídně a častoval je nevybíravými slovy. S výsměchem vyzval k zápasu někoho, kdo k tomu bude mít odvahu. Takový se v řadách Argonautů našel, byl to Polydeukés, jeden z dvojice Dioskúrů. Boj byl těžký, až ve druhém kole, po krátkém odpočinku, uštědřil Polydeukés bojovnému králi tvrdou ránu, která mu rozdrtila lebku.